# Alejandro Pedregosa
Alejandro Pedregosa (Granada, 1974) es un escritor español que cuenta con una obra amplia que abarca la poesía, la novela y el cuento. Ha recibido, entre otros, el Premio Andalucía de la Crítica en 2017 por su libro de relatos O.

## Biografía
Licenciado en Filología Hispánica y Teoría de la Literatura por la Universidad de Granada. Entre sus poemarios destacan Los labios celestes (Pretextos, 2007), con el que obtuvo el Premio Arcipreste de Hita, Pequeña biografía de la luz (Esdrújula, 2019) y Barro (Sonámbulos Ediciones, 2021). Con su primer libro de poesía infantil, Álbum de familia (Kalandraka, 2020) ganó el Premio Ciudad de Orihuela. En 2004 un jurado presidido por Josefina Aldecoa le otorgó el Premio de Novela Corta José Saramago por Paisaje quebrado, (Germanías, 2005). Sus últimas novelas hasta la fecha son Hotel Mediterráneo (Planeta, 2015) y Siempre es verano (Sonámbulos Ediciones, 2022). Ha escrito una semblanza biográfica de la lexicógrafa y bibliotecaria María Moliner titulada La cuidadora de palabras (Kalandraka, 2023) con ilustraciones de Virginia P. Ogalla, serie que continúa con la biografía sobre Colombine, Carmen de Burgos, en 2024.
El director de cine Raúl Mancilla realizó una versión cinematográfica de su relato El buen samaritano con la que obtuvo el premio al mejor cortometraje de ficción en el Festival de Cortos de Jaén en 2019. Junto al músico Carlos Arriezu ha realizado el espectáculo narrativo musical Historia de un hermano.

## Publicaciones

### Novela
• Comadrejas (Cuatro lunas, 2024)
• Siempre es verano, (Sonámbulos Ediciones, 2020).
• Hotel Mediterráneo, (Planeta, 2015). ISBN 978-8408138341
• A pleno Sol, (Temas de hoy, 2013).
• Un mal paso, (Ediciones B, 2011).
• Un extraño lugar para morir, (Ediciones B, 2010).
• El dueño de su historia, (Point de Lunettes, 2008).
• Paisaje quebrado, (Germanía, 2005).

### Otros
• Vocación de libertad. Vida de Carmen de Burgos (Kalandraka, 2024)
• La cuidadora de palabras. Vida de María Moliner (Kalandraka, 2023)

### Poesía
• Barro, (Sonámbulos Ediciones, 2021)
• Álbum de familia, (Kalandraka, 2020).
• Pequeña biografía de la luz, (Esdrújula, 2019).
• El tiempo de los bárbaros, (Tragacanto, 2013).
• Los labios celestes, (Pretextos, 2008).
• En la inútil frontera, (Point de Lunettes, 2006).
• Retales de un tiempo amarillo, (Revista Comarca, 2002).
• Postales de Grisaburgo y alrededores, (Universidad de Granada, 2000).

### Relato
• O, (Cuadernos del Vigía, 2017, posteriormente reeditado en Kalandraka, 2019).
• La sombra de Caín, (Cuadernos del Vigía, 2013).

### Traducciones
Al portugués:
• Ou, (Kalandraka, 2019).
Al francés:
• Mourir a la San Fermin, (Editions Cairn, 2013).

## Premios
• Premio Andalucía de la Crítica 2018.
• Premio de Poesía Infantil para Niños y Niñas Ciudad de Orihuela 2020.
• Premio de Poesía Arcipreste de Hita 2007.
• Premio de novela corta José Saramago 2004.